# سمير الرفاعي (دبلوماسي)
سمير حسين علي الرفاعي دبلوماسي وسياسي فلسطيني، عُين في 29 مايو 2021 سفيرًا لدولة فلسطين لدى سوريا خلفًا لمحمود الخالدي، وفي 8 يونيو 2021 قدم أوراق اعتماده إلى وزير الخارجية السوري. وفي 14 يونيو 2021 قدمها إلى الرئيس السوري. وهو عضو اللجنة المركزية لحركة فتح مفوض الأقاليم الخارجية.